# 레이크역
레이크역 (Lake Station)은 로스앤젤레스 군 광역철도의 금선역 중 하나이다. 패서디나에 있는 210호 고속도로의 중간 지점인 노스 레이크 애비뉴(North Lake Avenue) 위에 위치되어 있다.
콜로라도 대로(Colorado Boulevard)의 로즈 퍼레이드(Rose Parade) 루트에 포함된 골드 라인 역 중 하나이며 새해 첫날에 퍼레이드를 보러 오는 사람들이 많이 이용한다.

## 역 정보

### 역 구조
| 승강장 | 금선                            | ← 메모리얼 파크 역 Memorial Park ← 애틀랜틱행 (종착점행) |
| 승강장 | 섬식 승강장, 왼쪽 출입문이 열림 |                                                          |
| 승강장 | 금선                            | → 앨런 역 Allen → APU/시트러스 칼리지행 (기점행)         |

### 열차 운행 정보

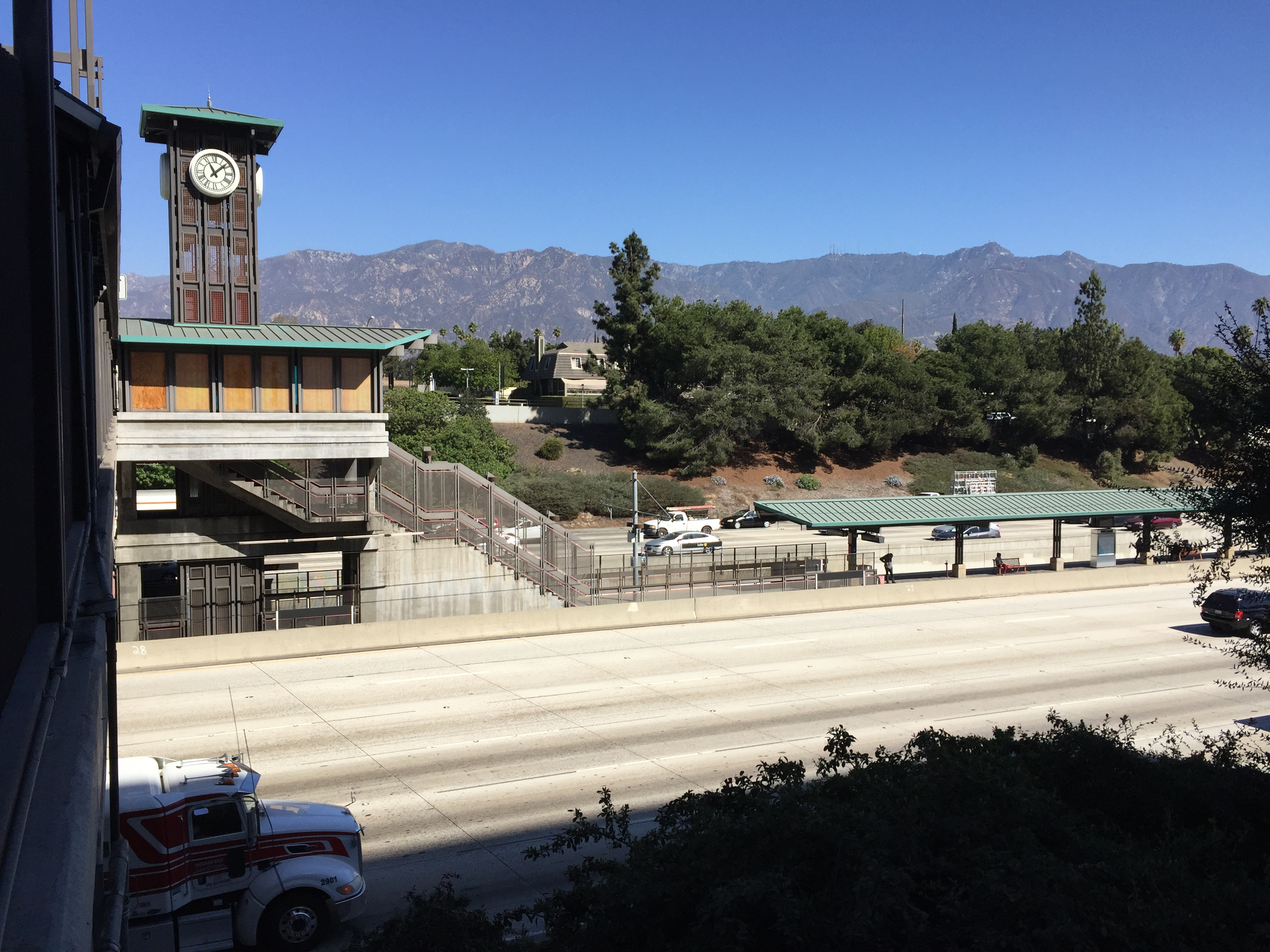
역 외부.

이 역에서는 일반 시간에 지하철 운행이 오전 5시부터 시작하여 오전 12시 15분까지 운행한다.

## 연결 가능한 대중교통
| 메트로 Metro Bus          | 일반 메트로버스: 180, 258 |
| LADOT                     | 일반: 549 DASH: -         |
| 푸트힐 Foothill Transit   | 690                       |
| 패서디나 Pasadena Transit | 20                        |
| 기타:                     | -                         |

## 인근 역세권
- 아이스 하우스 (Ice House)
- 카네기 관측소 (Carnegie Observatories)
- 레이크 쇼핑 지구 (Lake Shopping Districts)
- 패서디나 플레이하우스 지구 (Pasadena Playhouse District)